# Пиндери Кристи
Кристи Пиндери — албанский активист по правам ЛГБТ. Родилась[уточнить] 2 августа 1982 года в албанском городе Поградец. Он также является основателем организации Pro-LGBT в Албании. В марте 2012 года он учредил Pro-LGBT, организацию, которая работает над повышением осведомленности о темах LGBT. На парламентских выборах 2013 года Пиндери вместе с активистом Хени Караджем впервые разработали серию консультаций с ключевыми партиями. В рамках этой инициативы Пиндери и Карадж имели возможность встретиться с бывшим премьер-министром Сали Беришей и с лидером Социалистической партии Эди Рамой, претендующим на победу. В декабре 2014 года Пиндери был соучредителем жилого центра STREHA, приюта для бездомной молодежи ЛГБТ, первого такого центра в Юго-Восточной Европе (при поддержке USAID, посольства Великобритании в Тиране и организации British Albert Kennedy Trust).
В мае 2015 года вместе с Караджем снял документальный фильм SkaNdal, режиссёром которого был Элтон Бакшак и документальный фильм Эрионы Камит об истории движения ЛГБТ. Последний был показан на нескольких международных кинофестивалях, например на кинофестивале в Сараево, на DokuFest в Призрене и других.
За годы активности Пиндери стал известным, благодаря ожесточённым дебатам с политиками и журналистами. Спор в СМИ с экс-депутатом Месилой Додой (предполагаемым противником однополых браков) или с певицей Энедой Тарифой (гомофоб), актёром Джулианом Дедой, журналистом Энкель Деми и с другими представителями[чего?].
В конце мая 2017 умерла его мать — Лилиана Прифтули, которая была одной из первых, кто публично поддерживал права ЛГБТ сообщество в Албании. В связи с этим и многочисленными угрозами, Пиндери покинул Албанию. В статье в канадском СМИ «Dailyxtra» он рассказал о сложной ситуации, в которой находится ЛГБТ-сообщество в Албании, и о причинах, которые заставили его переехать в Канаду вместе со своим партнером, Эрджоном Тела, также одним из первых ЛГБТ-правозащитников в Албании.